# Lawrence Pentland
Lawrence Henry Pentland (Marquette, Manitoba, 6 d'abril de 1879 - Winnipeg, 2 de novembre de 1923) va ser un jugador de lacrosse canadenc que va competir a principis del segle xx. El 1904 va prendre part en els Jocs Olímpics de Saint Louis, on guanyà la medalla d'or en la competició per equips de Lacrosse, com a membre de l'equip Shamrock Lacrosse Team.